# Sluproddarregementet
Sluproddarregementet var ett indelt marinregemente som år 1717 bildades av Stockholmskompanierna och indelningen i Blekinge och Södermöre.